# Landeskirche Anhalts
La  Landeskirche de Anhalt, es una de las  20 diócesis protestantes que conforman la Iglesia Evangélica en Alemania (EKD). Como todas las iglesias protestantes, es una Corporación de Derecho público. Su sede está en Dessau-Roßlau en Sajonia-Anhalt, en el antiguo ducado de Anhalt.
La Iglesia Evangélica de Anhalt está afiliada a 214 iglesias en aproximadamente 150 parroquias en el centro de Sajonia-Anhalt. En diciembre de 2019, la iglesia tenía 29,649 miembros, haciendo que su membresía sea la más pequeña entre las iglesias miembros de la Iglesia Evangélica en Alemania. En 1922, por el contrario, la iglesia contaba con 315.000 feligreses; en ese momento, era la duodécima más pequeña de las 28 Landeskirche regionales de Alemania. Se ha permitido la ordenación de mujeres.

## Historia
Los príncipes de Anhalt introdujeron muy tempranamente la Reforma protestante según la confesión luterana de en sus principados (Anhalt-Köthen en 1525 con el príncipe Wolfgang, Anhalt-Bernburg en 1526, Anhalt-Dessau en 1534 con Jorge III). Pero en 1606 el principado se convirtió a la confesión reformada, de modo que después de la división del país hubo inicialmente cuatro iglesias regionales reformadas. Anhalt-Zerbst volvió a ser luterano en 1646. En los otros sub-principados, a los residentes luteranos inmigrantes se les permitió practicar libremente su religión y construir sus propias iglesias a finales del siglo XVII.
Cuando se fundó la Confederación Germánica en 1815, había tres estados soberanos de Anhalt: Anhalt-Bernburg, Anhalt-Dessau y Anhalt-Köthen; estos se unieron en 1863 para formar el Ducado de Anhalt.
En 1820 en Bernburg y en 1827 en Dessau se llevó a cabo una unión de congregaciones luteranas y reformadas ("iglesias regionales unidas"). Esta unión no tuvo lugar en Köthen hasta 1880. Sin embargo, desde la reunificación de los estados de Anhalt en 1863 hubo una iglesia regional unificada, a la que se le dio una base sinodal entre 1875 y 1878.
El jefe de la "Iglesia Evangélica de Anhalt" o sus iglesias predecesoras era el príncipe o duque de Anhalt respectivo como "summus episcopus". El superintendente general tenía la dirección espiritual. Después de la Primera Guerra Mundial, el duque de Anhalt tuvo que abdicar, lo que significó el fin del regimiento soberano de la iglesia. Por lo tanto, la iglesia regional adoptó una nueva constitución, que entró en vigor el 14 de agosto de 1920. Desde entonces, el jefe de la iglesia ha sido un consejero principal de la iglesia, que ha tenido el título de presidente de la iglesia desde 1957. La autoridad administrativa de la iglesia regional es la oficina de la iglesia regional. En 1960, la Iglesia Evangélica de Anhalt se unió a la Iglesia Evangélica de la Unión. Después de su disolución en 2003, se convirtió en miembro de la Unión de Iglesias Evangélicas. Entre 1969 y 1991, la iglesia regional fue miembro de la Federación de Iglesias Evangélicas de la RDA.